# Estación San Benito
San Benito era el nombre que recibía una estación ferroviaria ubicada en las zonas rurales del partido de Saladillo, Provincia de Buenos Aires, Argentina.

## Servicios
La estación era parte del ramal que la unía con el Empalme La Barrancosa en el partido de Saladillo. Se encontraba en el km 197,6 desde Estación Constitución. Clausurado en 1977 por la dictadura de Videla y levantadas las vías durante el Gobierno de Menem en 1993.

## Ubicación
Las ruinas de la vieja estación se hallan en inmediaciones de la Ruta Nacional 205.

## Historia
El ramal desde el Empalme La Barrancosa fue habilitado por la compañía Ferrocarril del Sud el 1 de julio de 1911, sin embargo la estación San Benito fue inaugurada el 1 de septiembre de 1924.
Los servicios de pasajeros fueron cancelados el 9 de marzo de 1977 y sus vías fueron levantadas en 1994.